# Zona monetaria dell'Africa occidentale

     Paesi della ZMAO
La zona monetaria dell'Africa occidentale (ZMAO in inglese West African Monetary Zone - WAMZ) è un gruppo di sei Paesi africani membri della Comunità economica degli Stati dell'Africa occidentale che progettano di introdurre una moneta comune, l'Eco, nel 2025.

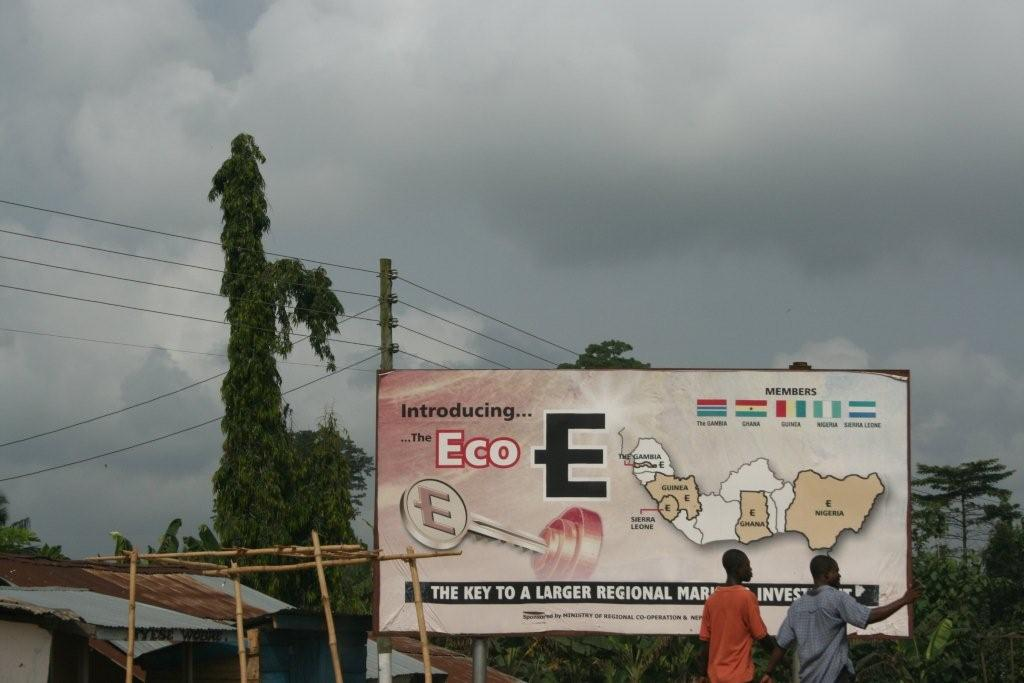
Cartellone promozionale per l'Eco nei pressi di Kumasi, Ghana.

## Paesi membri
- Gambia (membro fondatore)
- Ghana (membro fondatore)
- Guinea (membro fondatore)
- Liberia (membro dal 16 febbraio 2010)[1][2]
- Nigeria (membro fondatore)
- Sierra Leone (membro fondatore)